# Amphigomphus nakamurai
Amphigomphus nakamurai är en trollsländeart som beskrevs av Karube 2001. Amphigomphus nakamurai ingår i släktet Amphigomphus och familjen flodtrollsländor. IUCN kategoriserar arten globalt som livskraftig. Inga underarter finns listade i Catalogue of Life.